# Pátria Azul

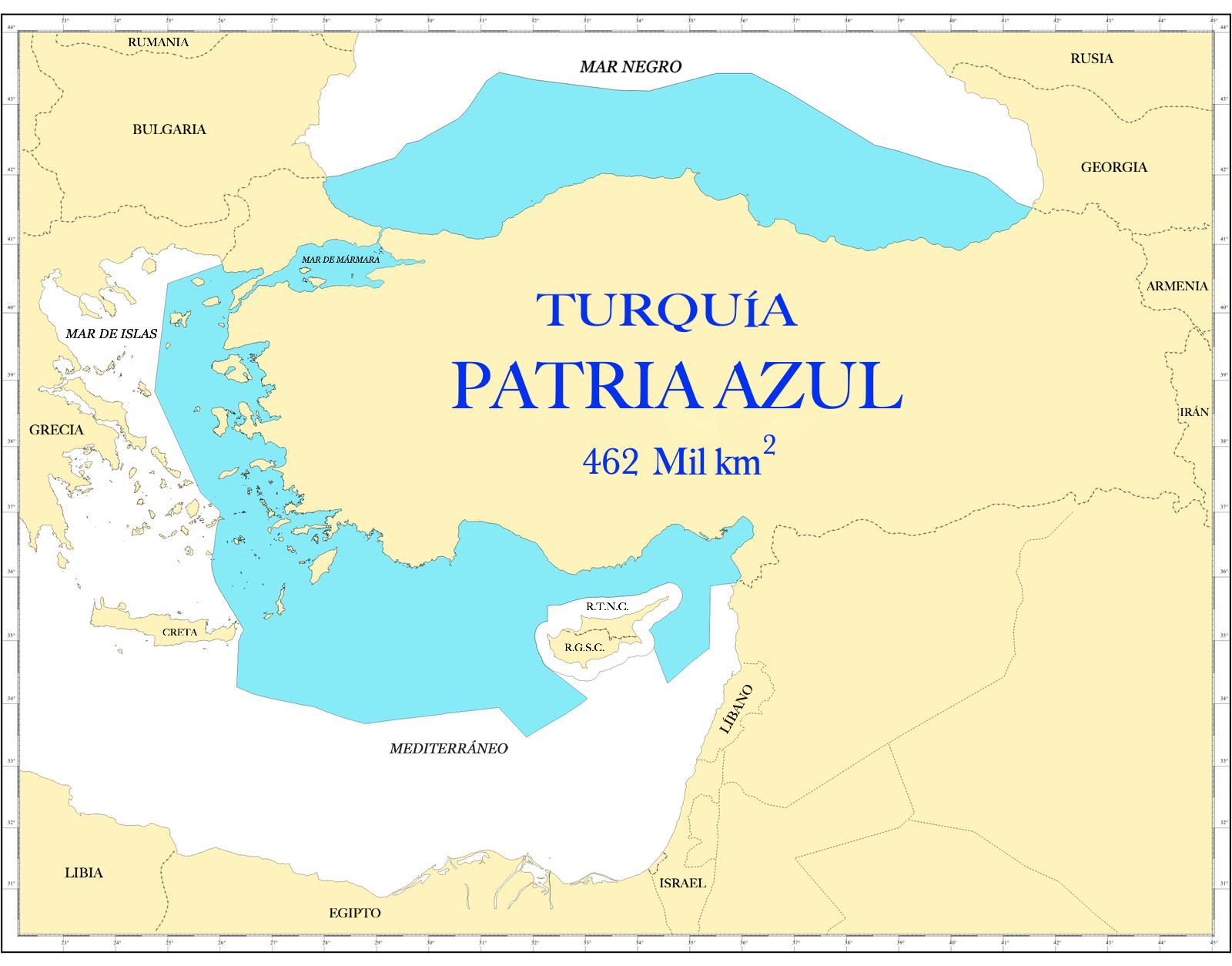
Descrição do conceito irredentista e expansionista de "Pátria Azul" por Cihat Yaycı

Pátria Azul (em turco: Mavi Vatan) é um conceito e doutrina irredentista e expansionista,  criado pelo Chefe do Estado-Maior do Comandante da Marinha Turca Cihat Yaycı, e desenvolvido com o Almirante Cem Gurdeniz em 2006.  A doutrina representa o mar territorial turco, a plataforma continental e a zona econômica exclusiva  (ZEE) ao redor do Mar Negro, bem como suas reivindicações de plataforma continental e ZEE no Mar Mediterrâneo oriental e no Mar Egeu. 

## Histórico
Em 2 de setembro de 2019, o presidente da Turquia, Recep Tayyip Erdoğan, apareceu em uma fotografia com um mapa que retratava quase metade do Mar Egeu e uma área até a costa leste de Creta como pertencentes à Turquia. O mapa foi exibido durante uma cerimônia oficial na Universidade de Defesa Nacional da Turquia em Istambul  e mostra uma área rotulada como "Pátria Azul da Turquia" estendendo-se até a linha mediana do Mar Egeu,  incluindo as ilhas gregas naquele parte do mar, sem qualquer indicação das águas territoriais gregas em torno delas.
Em 13 de novembro de 2019, a Turquia apresentou às Nações Unidas uma série de reivindicações de Zonas Econômicas Exclusivas no Mediterrâneo Oriental que estão em conflito com reivindicações gregas para as mesmas áreas - incluindo uma zona marítima que se estende a oeste do sudeste da ilha egeia de Rodes e ao sul de Creta. As reivindicações turcas foram feitas em uma carta oficial do Representante Permanente da Turquia na ONU Feridun Sinirlioğlu, que refletem a noção de Ancara de uma "Pátria Azul" (Mavi Vatan). A Grécia condenou essas alegações como legalmente infundadas, incorretas e arbitrárias, e uma violação total da soberania grega. 